# Granadilla de Abona
Granadilla de Abona je jednou z 31 obcí na španělském ostrově Tenerife. Nachází se na jihu ostrova, sousedí s municipalitami Vilaflor, San Miguel de Abona, Arico, La Orotava. Její rozloha je 162,44 km², v roce 2019 měla obec 50 146 obyvatel. Je součástí comarcy Abona. Na území obce se nachází letiště Tenerife Jih.